# NGC 826-1
NGC 826-1 (другие обозначения — ZWG 504.19, PGC 8230) — галактика в созвездии Треугольник.
Этот объект входит в число перечисленных в оригинальной редакции «Нового общего каталога».
Имеет видимый спутник — NGC 826-2, но он не мог внести большой вклад в наблюдения Стефана, а его присутствие в Новом общем каталоге является случайностью, однако его обозначение показывает, что он рассматривается как компонент «множественной галактики». Но, кроме видимого размера, по NGC 826-2 нет никакой информации. Неясно, является ли он физическим спутником NGC 826-1 или просто оптическим двойником. Существует затемнение межзвёздной пылью от NGC 826-1, проходящее около восточной стороны NGC 826-2, что указывает на то, что спутник находится за пределами NGC 826-1, но на сколько далеко за пределами — неизвестно.